# Life Is Strange: Before the Storm
Life Is Strange: Before the Storm je epizodická grafická adventura, kterou vyvinulo studio Deck Nine a vydala evropská pobočka společnosti Square Enix. Všechny tři epizody vyšly na konci roku 2017 pro platformy Microsoft Windows, PlayStation 4 a Xbox One. Before the Storm je druhým dílem v sérii Life Is Strange a je prequelem k původnímu titulu; zaměřuje se na život šestnáctileté Chloe Priceové a její přátelství s Rachel Amberovou. Hra funguje na principech dialogů, volby rozhodnutí a interakce s herním prostředím. V září 2018 vyšla verze hry pro počítače se systémy Linux a macOS a následujícího měsíce také pro mobilní zařízení s Androidem a iOS. Remaster hry byl vydán v únoru 2022 v rámci kolekce Life Is Strange Remastered Collection.

## Hratelnost
Life Is Strange: Before the Storm je grafická adventura hraná z pohledu třetí osoby. Hráč se v ní zhostí role šestnáctileté Chloe Priceové, a to tři roky před událostmi hry Life Is Strange. Schopnost cestování časem z původního titulu nahradilo takzvané „domlouvání“, díky této schopnosti se Chloe může vymluvit a dostat z nejistých situací; situace však může také zhoršit. Ve hře je přítomen v určitých situacích časový limit k odpovědím a hráčovo rozhodnutí bude mít (někdy větší, jindy zanedbatelný) dopad na průběh příběhu. Objekty v herním světě lze prozkoumat a interagovat s nimi, a to například malováním graffiti na stěny.

## Příběh
Chloe Priceová začíná své dobrodružství v městečku Arkadia Bay tím, že se tajně dostane na soukromý koncert, kde způsobí rozruch a uteče společně s Rachel Amberovou. Dvě dívky se dalšího dne rozhodnout jít za školu a společně nakonec skončí na vyhlídce v jednom parku, kde Rachel přes turistický dalekohled uvidí muže líbajícího ženu, což jí rozruší. Nakonec se ukáže, že šlo o Rachelina otce, který takhle podváděl svou ženu. Rachel nakonec zapálí rodinnou fotku, kterou nosí u sebe, odhodí ji do odpadkového koše a v návalu zuřivosti jej převrhne, čímž způsobí lesní požár.
Od tohoto bodu se hráč (Chloe) bude dostávat do svízelných situacích, ve kterých hojně využije schopnosti „domlouvání“, potká známé postavy z minulého dílu (ředitel umělecké školy Wells, nebo drogový dealer Frank Bowers) a zahraje si ve školním představení. Chloe se s Rachel nakonec rozhodnou utéci z města, jenže při balení věcí v domě Rachel zasáhne její (Rachelin) otec odhalením, že žena, kterou líbal, byla jistá Sára, což je také biologická matka Rachel.
Chloe slíbí, že Sáru najde i přes nelibost Rachelina otce a později zjišťuje, že Sera je drogově závislá a že v pátrání by Chloe mohl pomoci její starý známý Frank. Nakonec vyjde najevo, že otec Rachel chtěl nechat Sáru zabít, aby už nemohla mít vliv na výchovu jeho dcery a Chloe se dostane do situace, kdy bude muset biologickou matku Rachel zachránit. To se po delším bádání a investigativní práci nakonec povede a Sára později Chloe poprosí, aby Rachel nic neřekla o tom, co se Sárou měl otec Rachel v úmyslu. Na hráči pak bude rozhodnutí, jestli si tajemství nechat pro sebe, nebo se o něj s Rachel podělit.

## Vývoj
Společnost Square Enix se rozhodla pověřit vývojem prequelu ke hře Life Is Strange studio Deck Nine, které na ni zapůsobilo proprietárním nástrojem StoryForge, jenž se skládá ze scenáristického softwaru a filmového enginu. Hra byla ve vývoji od roku 2016 a asistovaly při ní Square Enix London Studios; k vytvoření hry byl použit engine Unity. Herečka Rhianna DeVriesová, která původně ztvárnila postavu Chloe Priceové v motion capture, ji ve hře namluvila, přičemž původní dabérka Ashly Burchová působila jako konzultantka. Burchová se ve své roli znovu neobjevila kvůli stávce herních dabérů, jež se odehrála mezi lety 2016 a 2017. Po skončení stávky se Burchová a Hannah Telleová, která v Life Is Strange namluvila postavu Max Caulfieldové, vrátily do bonusové epizody. Hudbu složila britská indie folková skupina Daughter. Album s třinácti skladbami vydala 1. září 2017 společnost Glassnote Records. Scénář o délce 1 500 stran sepsal scenáristický tým v čele se Zakem Garrissem. Model scenáristického týmu byl převzat z televizního průmyslu, ve kterém Garriss dříve pracoval na seriálu Myšlenky zločince: Za hranicemi.

## Vydání
Square Enix oznámilo hru Life Is Strange: Before the Storm 11. června 2017 během prezentace společnosti Microsoft na události E3. Uvedlo, že hra bude vydána ve třech kapitolách pro platformy Microsoft Windows, PlayStation 4 a Xbox One; první z nich vyjde 31. srpna téhož roku. Před oficiálním oznámením došlo na internetu k úniku screenshotů, jež odhalily vývoj prequelu. Verze Deluxe Edition obsahuje bonusovou epizodu s názvem „Farewell“, ve které se hráči na chvíli podívají do minulosti na třináctiletou Max Caulfieldovou (protagonistku z původního Life Is Strange) a Chloe Priceovou. Bonusová epizoda byla vydána 6. března 2018 společně s fyzickými kopiemi limitované a vinylové edice. Společnost Feral Interactive vydala hru 13. září 2018 pro osobní počítače se systémy macOS a Linux. V témže roce, dne 19. září, vydali vývojáři z Deck Nine hru na mobilních telefonech s Androidem a iOS.

## Přijetí
Hra Life Is Strange: Before the Storm se na recenzní stránce Metacritic setkala s celkově příznivými recenzemi. Kritici chválili postavy, témata a příběh, kritizovali však díry ve hře, hlavní vztah a dopady rozhodnutí hráčů ke konci hry.
Games.cz zmiňuje, že by někomu mohla vadit až přílišná podobnost s původním dílem, ale celek nakonec „vyvažuje poutavé vyprávění a skvěle napsané postavy.“ Recenze na Zing.cz poukazuje na to, že pokud „jste si původní Life is Strange užili, bude vás bavit také Before the Storm, ale pokud jej přeskočíte, o nic zásadního nepřijdete.“ Štěpán Lenk z Alza.cz napsal, že: „Life Is Strange: Before the Storm je povedený díl série, který svému předchůdci ostudu nedělá, jeho kvalit ale tak úplně nedosahuje. Může za to především slabší třetí epizoda a zastaralá grafika“, ale nakonec dodává, že přátelství mezi Rachel a Chloe je pěkně vykreslené a emotivní.
V zahraničí recenzent z GameSpot poukázal na to, že i když nakonec Rachel zmizí, tak na tom tolik nezáleží, jelikož čas strávený s Chloe stál z to. PC Gamer označil hru za „emocionálně výživnou, i když občas nemotornou“ a Eurogamer za „obohacující a inteligentní zároveň; rozhodně něco, co stojí za zahrání.“